# Makito Yoshida
Makito Yoshida (japanisch 吉田 眞紀人 Yoshida Makito; * 20. Oktober 1992 in Kisarazu) ist ein japanischer Fußballspieler.

## Karriere
Yoshida erlernte das Fußballspielen in der Schulmannschaft der Ryutsu Keizai University Kashiwa High School. Seinen ersten Vertrag unterschrieb er 2011 bei Nagoya Grampus. Der Verein spielte in der höchsten Liga des Landes, der J1 League. 2011 wurde er mit dem Verein Vizemeister. Für den Verein absolvierte er sieben Erstligaspiele. 2013 wechselte er zum Zweitligisten Matsumoto Yamaga FC. 2014 wechselte er zum Ligakonkurrenten Mito HollyHock. Für den Verein absolvierte er 60 Ligaspiele. 2016 wechselte er zum Ligakonkurrenten JEF United Chiba. Für den Verein absolvierte er 28 Ligaspiele. Im März 2017 wurde er an den Ligakonkurrenten FC Machida Zelvia ausgeliehen. Für den Verein absolvierte er 28 Ligaspiele. 2018 kehrte er zu JEF United Chiba zurück. Im März 2018 wechselte er zum Ligakonkurrenten Ehime FC. 2021 belegte er mit Ehime den 20. Tabellenplatz und stieg in die dritte Liga ab. 

## Erfolge
Nagoya Grampus
- J1 League: 2011 (Vizemeister)